# فلز درهم‌تنیده: سیاه
فلز درهم‌تنیده: سیاه (انگلیسی: Twisted Metal: Black) یک بازی ویدئویی در سبک جنگ ماشینی است که توسط شرکت اینکوگنیتو انترتینمنت توسعه داده شد و توسط سونی کمپیوتر انترتینمنت امریکا برای کنسول بازی پلی‌استیشن ۲ طراحی شد.